# Brunellia costaricensis
Brunellia costaricensis är en tvåhjärtbladig växtart som beskrevs av Paul Carpenter Standley. Brunellia costaricensis ingår i släktet Brunellia och familjen Brunelliaceae. Inga underarter finns listade i Catalogue of Life.